# César Tejena
César Enrique Tejena Pinargote (n. Portoviejo, Manabí, Ecuador; 9 de junio de 1996) es un futbolista ecuatoriano que juega de mediocampista y su equipo actual es Liga de Portoviejo de la Serie B de Ecuador.

## Trayectoria

### Inicios
Realizó las inferiores en Liga de Portoviejo donde jugó en la categoría sub-20, después pasa por clubes como el Colón, Esmeraldas Petrolero y Galácticos.

### Delfín
En el 2018 llega al Delfín, equipo con el cual participó en la Copa Libertadores, posteriormente es cedido a préstamo Deportivo La Paz, pero regresa en el 2019 al equipo cétaceo, con el que participó en la Copa Libertadores 2019 y donde se proclamó campeón del Campeonato Ecuatoriano.
El 1 de febrero de 2020, fue subcampeón con el Delfín de la Supercopa de Ecuador.

## Clubes
| Club                 | País    | Año         |
| -------------------- | ------- | ----------- |
| Colón F. C.          | Ecuador | 2015        |
| Esmeralda Petrolero  | Ecuador | 2016        |
| Colón F. C.          | Ecuador | 2016        |
| Galácticos           | Ecuador | 2017        |
| Colón F. C. (cedido) | Ecuador | 2017        |
| Galácticos           | Ecuador | 2017        |
| Delfín S. C.         | Ecuador | 2018        |
| La Paz (cedido)      | Ecuador | 2018        |
| Delfín               | Ecuador | 2020        |
| Liga de Portoviejo   | Ecuador | 2021 - act. |

### Participaciones en torneos internacionales
| Torneo                 | Club   | País    | Resultado    |
| ---------------------- | ------ | ------- | ------------ |
| Copa Libertadores 2018 | Delfín | Ecuador | Primera fase |
| Copa Libertadores 2019 | Delfín | Ecuador | Primera fase |
| Copa Libertadores 2020 | Delfín | Ecuador | Por disputar |

## Palmarés

### Campeonatos nacionales
| Título             | Club   | País    | Año  |
| ------------------ | ------ | ------- | ---- |
| Serie A de Ecuador | Delfín | Ecuador | 2019 |

Otros lógros
| Título                                | Club   | País    | Año  |
| ------------------------------------- | ------ | ------- | ---- |
| Subcampeón de la Copa Ecuador         | Delfín | Ecuador | 2019 |
| Subcampeón de la Supercopa de Ecuador | Delfín | Ecuador | 2020 |